# Emilio Malchiodi

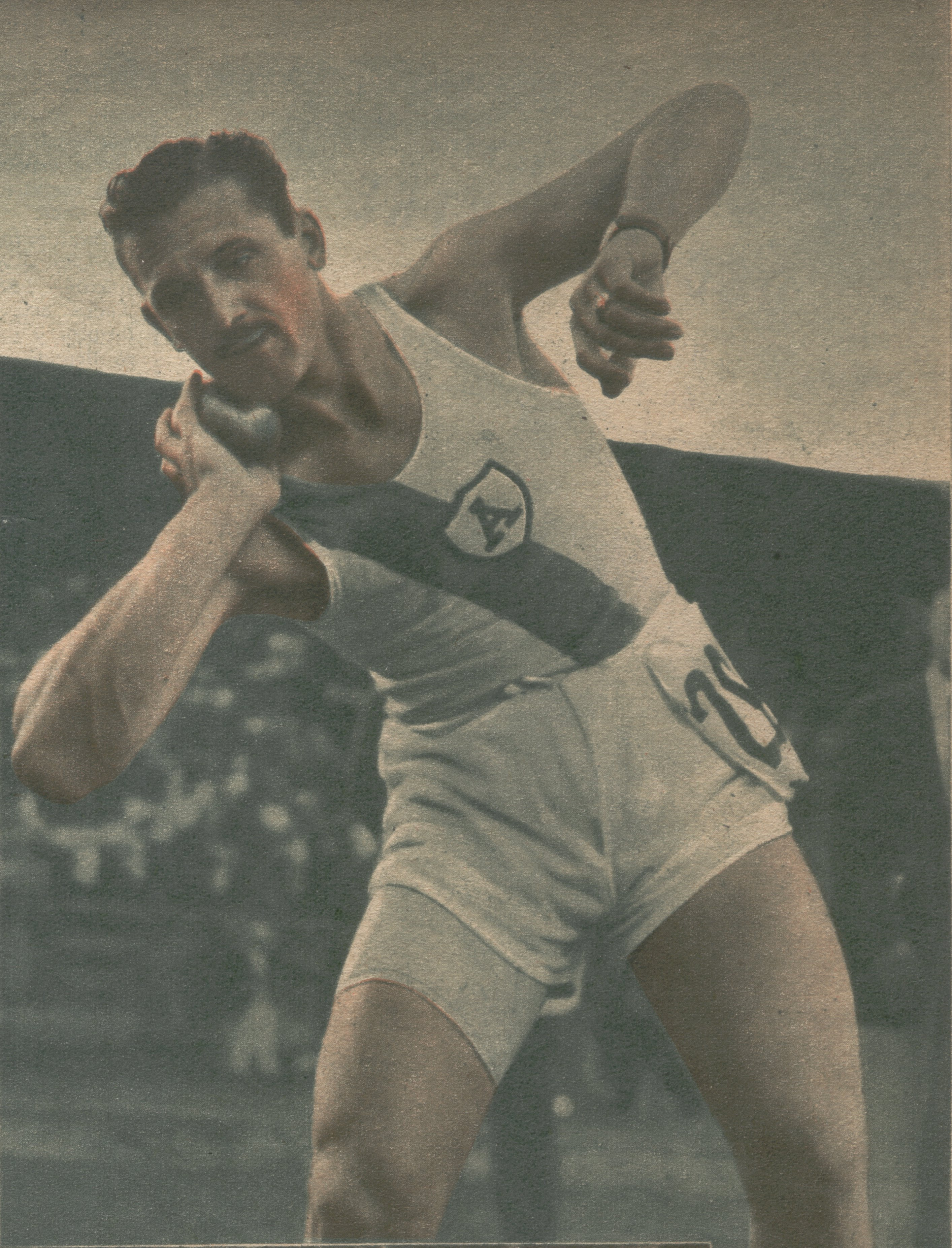
Emilio Malchiodi, en pose para el lanzamiento de bala.

Emilio Víctor Malchiodi (Junín, provincia de Buenos Aires, Argentina, 28 de marzo de 1922 - Junín, provincia de Buenos Aires, Argentina, 21 de noviembre de 1997) fue un atleta internacional argentino. 

## Historia
En 1940, siendo alumno de la Escuela de Artes y Oficios, hoy Escuela Industrial Antonio Bermejo, conoció las distintas disciplinas de Atletismo; y, aunque en un comienzo las practicó a todas, de inmediato se dedicó ampliamente y comenzó a destacarse en el lanzamiento de Bala y Disco, lo que lo llevó a participar en Torneos interurbanos de varias ciudades de la provincia de Buenos Aires (Junín, Pergamino, Rojas, General Viamonte). Debutó el 9 de julio de 1941 en Lincoln.
El 11 de diciembre de 1942 se fichó como socio del Club Atlético River Plate de Buenos Aires, poniéndose desde entonces bajo la guía del que fuera para siempre su Director Técnico y consejero, el proferor Víctor A. Caamaño. A partir de ahí comienza a viajar asiduamente a la Capital Federal, para practicar y participar en distintos torneos interclubes, mejorando siempre sus performances. En julio de 1944 mejora el récord argentino en bala, con 14,51 m .
Desde el 11 de abril de 1971 al 23 de agosto del mismo año, participó de los Primeros Juegos Deportivos Ferroviarios, siendo su última actuación el 16 de octubre de 1971 en el Torneo Primavera, organizado por la Municipalidad de la Ciudad de Junín. Consiguió el Primer Puesto en Bala y Disco.

## Certámenes en los que participó
Participó en 112 torneos, obteniendo 102 primeros puestos, en las disciplinas de su especialidad.
Algunos de ellos:
- En Montevideo, el 19 de abril de 1945, sale Campeón Sudamericano en Bala: 14,69 m, y en Disco, 44,27 m
- También en Montevideo, el 1 de abril de 1947 obtiene el récord argentino de Disco, con 45,95 m
- Río de Janeiro, Brasil, el 28 de septiembre de 1947 es abanderado en el Campeonato Sudamericano, obteniendo el Récord Argentino de Disco con 46,81 m, y el 22 de junio de 1947 el Récord Sudamericano de Bala con 15,36 m
- En 1948 fue Capitán y Abanderado del Equipo Argentino de Atletismo, en los Juegos Olímpicos de Londres. Durante ese viaje, fue invitado por los atletas italianos a participar en distintos matches en las ciudades de Milán, Bolonia y Génova, los días 22, 24 y 26 de agosto del mismo año.
- En Lima, Perú, el 21 de abril de 1949, siendo Capitán del equipo, salió Campeón Sudamericano de Disco. En el Torneo Amistad Peruano, realizado en Chincha, Perú, participando Argentina, Uruguay, Chile, Brasil y Ecuador, salió Primero en Disco, con 46,14 m

## Distinciones
Tuvo la satisfacción inmensa de recibir en vida el reconocimiento de distintas Asociaciones e Instituciones públicas y privadas, por su correcta actuación como deportista y como hombre de bien.
- 16 de marzo de 1974, Peña Veteranos del Deporte Juninense.
- 23 de junio de 1992, Homenaje del Honorable Congreso de la Nación a la Figura del Atletismo Olímpico.
- 18 de diciembre de 1994, Fiesta Anual del Deporte Juninense, a la Figura Destacada del Ayer.
- 16 de diciembre de 1994, Premio Barón Pierre de Coubertin, Federación Atlética Provincia de Buenos Aires, en Mar del Plata.
- 19 de mayo de 1996, Círculo Atletas Veteranos de Junín.
- 19 de mayo y 28 de diciembre de 1996, Premio Dirección de Turismo y Deportes Municipalidad de Junín.
- 29 de septiembre de 1996, Homenaje del Rotary Club de Junín.
- Una de las calles de su ciudad natal lleva su nombre en homenaje a su actuación deportista y ciudadana, por Ordenanza 3937 del Honorable Concejo Deliberante de la Municipalidad de Junín, 1999.